# 埃蘭語
埃蘭語又名以攔語，是一種已經滅絕的語言，由西亞古國埃蘭所使用，也曾經是波斯帝國的官方語言。埃蘭語最後一次出現是在亞歷山大征服波斯帝國時期。

## 與其他語言的關係
大多數語言學家都將埃蘭語視為孤立語言，與附近一樣使用楔形文字的印歐語、閃米特語、蘇美爾語（也是孤立語）沒有密切的關係。

### 後代
一些證據顯示波斯帝國滅亡之後埃蘭語可能還在當地繼續使用了較長的一段時期，成書於一世紀晚期的聖經《使徒行傳》提到埃利邁斯王國（建立於埃蘭故地的希臘化王國）的居民使用著一種獨特的語言。最晚在十世紀的阿拉伯史料中，提到曾為埃蘭舊地的胡齊斯坦地區，當地使用一種「令人費解」的語言，被稱之為「胡齊語」（Khūzī），可能這是埃蘭語的晚期變體。

## 外部連結
- On the genetic affiliation of the Elamite language （页面存档备份，存于）
- Persepolis Fortification Archive Project （页面存档备份，存于）

1. ↑  Tavernier 2018，第421頁.